# Carte Zener

I cinque "semi" delle carte Zener, ordinati secondo il numero di segni necessari a disegnarli: dal cerchio (un solo tratto) alla stella (cinque tratti).

Le Zener sono un particolare tipo di mazzo di carte, inventato negli anni trenta dallo psicologo Karl Zener appositamente per il noto parapsicologo statunitense Joseph Rhine, che le ha usate per i suoi esperimenti sulla telepatia e sulla chiaroveggenza. 
Il set è composto da 25 carte di forma rettangolare (come le comuni carte da gioco) divise in cinque gruppi differenziati da un segno posto nel centro: il Cerchio, la Croce, il Quadrato, la Stella e l'Onda. Ogni gruppo di segni è presente cinque volte nel mazzo.
L'esperimento condotto da Rhine consisteva nel chiedere ad un soggetto di indovinare la carta che si stava estraendo dal mazzo. In certi casi lo sperimentatore doveva estrarre le carte ponendole di fronte al soggetto da ricerca, mostrando però il dorso e chiedendo di dichiarare il segno; oppure ponendo il soggetto in una condizione di non poter vedere. 
L'eventuale capacità e le modalità nell'indovinare la carta, da parte del soggetto, dava la possibilità al ricercatore di definire i fenomeni studiati da telepatia a chiaroveggenza.
Il test non accerta la presenza di particolari poteri, ma ne valuta la possibilità fondandosi sull'ipotesi statistica: per la legge dei grandi numeri le probabilità di indovinare una carta del mazzo tendono, con infinite prove, al 20% (1 su 5); solo uno scostamento significativo da questa percentuale - posto che l'esperimento venga condotto con metodo scientifico su un numero di casi statisticamente rilevante - si potrebbe supporre non attribuibile alla mera casualità. 

## Influenza culturale
- Le carte Zener si vedono in diversi film: tra gli altri, sono usate in un esperimento in Ghostbusters, nella serie televisiva Heroes in cui Chandra Suresh fa degli esperimenti su Angela Petrelli e come strumento divinatorio da Cate Blanchett in The Gift. Compaiono anche in Colombo, nell'episodio Una ghigliottina per il tenente Colombo.
- Le carte Zener sono inoltre presenti nel gioco di ruolo The World Ends with You, come rappresentazione del potere della coprotagonista Shiki.
- Sul dorso di Kadabra, una delle creature del mondo Pokémon, è presente un disegno rosso che riproduce il simbolo dell'onda delle carte Zener, mentre sulla sua fronte è presente il simbolo della stella.
- Le carte Zener sono presenti anche all'inizio del videogioco Beyond: Due anime, nella scena in cui Jodie è protagonista di esperimenti sulla telepatia.
- Nell'anime Kakegurui è presente nell'episodio 6, un gioco di carte denominato ESP game over e per giocare si utilizzano le Carte Zener.
- Sono citate anche nel romanzo di Stephen King uscito nel 2019: L'istituto.